# Claudy Lebreton
Claudy Lebreton, né le 3 avril 1948 à Conlie, dans la Sarthe, est un homme politique français, membre du Parti socialiste. Il est de 1997 à 2015 président du conseil général des Côtes-d'Armor et de 2004 à 2015 président de l'Assemblée des départements de France. 

## Biographie

### Études et débuts en politique
Claudy Lebreton effectue ses études secondaires au lycée public de La Flèche, avant d'étudier à l'école de kinésithérapie de Rennes. Il s'installe ensuite dans les Côtes-d'Armor pour exercer le métier de kinésithérapeute. 
Il adhère au Parti socialiste en 1975, puis devient maire de Plénée-Jugon en 1977. Il se fait peu à peu connaître de tous les élus locaux du département, et devient, dès 1981, président de l'Union départementale des élus socialistes et républicains, poste qu'il occupe jusqu'en 1996. 
En 1992, il est élu conseiller général du canton de Jugon-les-Lacs, succédant ainsi à Fernand Hamon. Il devient aussitôt vice-président du conseil général des Côtes-d'Armor, d'abord chargé de l'environnement (jusqu'en 1994), puis de la culture, des loisirs, des sports et de la jeunesse (de 1994 à 1997). Le président est alors Charles Josselin. Entre-temps, en 1993, Claudy Lebreton devient également président de la communauté de communes Arguenon-Hunaudaye et conseiller régional de Bretagne, en remplacement de Maryvonne Gerretsen, décédée.

### 1997 - 2015: président du conseil général des Côtes-d'Armor
À la démission de Charles Josselin en 1997, pour se consacrer à ses nouvelles fonctions de ministre de la coopération du gouvernement Jospin, c'est Claudy Lebreton qui lui succède à la tête du conseil général des Côtes-d'Armor, fonction qu'il exerce jusqu'en 2015.
Claudy Lebreton est en outre président de la Fédération nationale des élus socialistes et républicains (FNESR) de 2003 à 2010. Il est aussi président de l'Assemblée des départements de France (ADF) de 2004 à 2015.
Claudy Lebreton, en tant que président du conseil général des Côtes-d'Armor, est aussi membre du bureau du CGLU : Cités et Gouvernements locaux unis est une organisation qui défend les intérêts des collectivités, quelle que soit leur taille. Elle s'inscrit dans la logique mondiale de décentralisation, d'affirmation des pouvoirs locaux et de coopération entre ces entités.
Après une très longue instruction, Claudy Lebreton comparait en janvier 2008 devant le Tribunal correctionnel de Paris, pour avoir utilisé un logement de fonction mis à sa disposition par le conseil général des Côtes-d'Armor de septembre 1997 à avril 1999 (préjudice estimé à environ 3 900 €). Dans son jugement rendu le 4 avril 2008, les magistrats estiment que ces faits sont constitués, mais ils le dispensent de peine en soulignant que le dommage a été « réparé », les sommes en cause remboursées et qu'en outre les faits étaient « anciens » et « isolés ». Dans ce dossier concernant d'autres élus, aucun d'entre eux n'a été frappé d'inéligibilité automatique.
Aux élections départementales de mars 2015, le département des Côtes-d'Armor, présidé par la gauche depuis 1976, passe à droite. Claudy Lebreton avait décidé de ne pas se représenter dès 2013, deux ans après les élections départementales. Il quitte donc également la présidence de l'l'ADF le 13 mai 2015.
Après avoir été fait chevalier de la Légion d'honneur le 7 juillet 2000, il est nommé officier dans la promotion du 1er janvier 2013.

## Synthèse des mandats
- Maire de Plénée-Jugon (1977 - 2001) puis Premier adjoint de 2001 à 2008
- Président de la communauté de communes Arguenon - Hunaudaye (1993 - 2008)
- Conseiller général du canton de Jugon-les-Lacs (1992 - 2015)
- Conseiller régional de Bretagne (1994 - 1997)
- Président du conseil général des Côtes-d'Armor (1997 - 2015)

## Publications
- Lebreton (C.), (dir.), 2013, Les territoires numériques de la France de demain, France Stratégie, 177p.
- Lebreton (C.), (dir.), 2016, Une nouvelle ambition territoriale pour la France en Europe : Mission sur l'Aménagement du territoire : refonder les relations entre Etat et collectivités territoriales, Etude et rapport (juin 2016), 134p.
- Lebreton (C.) & Rouquan (O.), 2021, Pour une République régionale, éd. Fondation Jean Jaurès, coll. Démocratie (15/06/2021), 20p.
- Lebreton (C.) & Rouquan (O.), 2022, Régénérer la démocratie par les territoires, éd. L'Harmattan, Collection : Logiques politiques (Préface de Carole Delga), 126p.